# Ұ
Ұ, ұ é uma letra cirílica que consiste de um У com uma linha horizontal na transversal. É utilizado na língua cazaque para representar a vogal fechada arredondada /u/, ou /ʊ/.
Esta letra não deve ser confundida com o símbolo do iene japonês e ao yuan chinês (¥).